# Arcimboldi (famiglia)

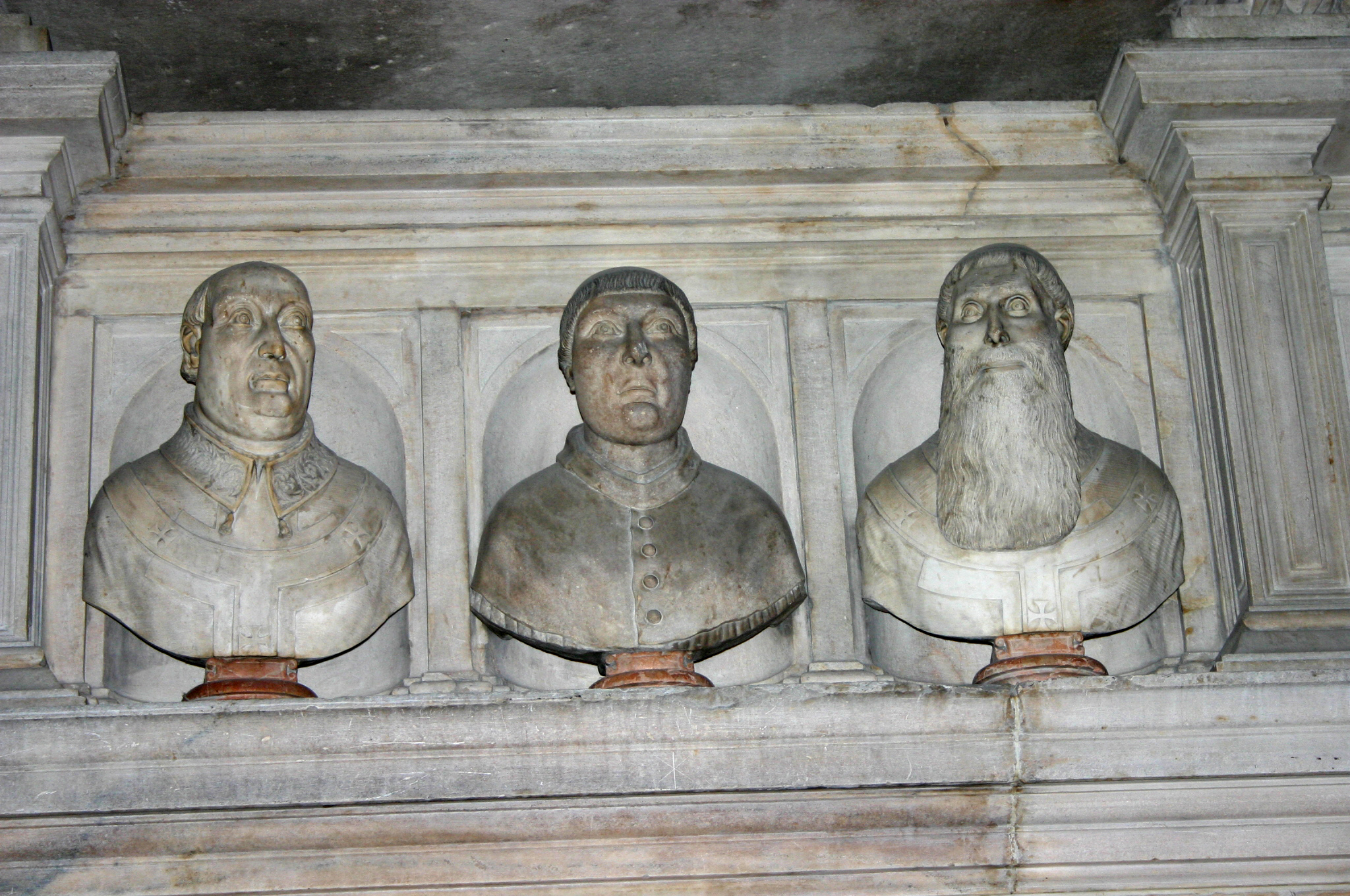
Giovanni, Giovanni Angelo e Guido Antonio Arcimboldi; tomba nel Duomo di Milano.

Gli Arcimboldi sono stati una famiglia patrizia milanese.

## Storia
Originaria di Parma, la famiglia si stabilì a Milano ai primi del XV secolo con Giovanni Arcimboldi (1387-1422) e con suo figlio Antonello (1398-1439), capitano al servizio del duca Filippo Maria Visconti. Successivamente, sotto il duca Gian Galeazzo Maria Sforza, la famiglia ottenne il feudo di Arcisate (1484).

### Esponenti
Diversi membri della famiglia furono arcivescovi della diocesi di Milano:
- Giovanni Arcimboldi (1484-1488), cardinale, già vescovo di Novara[4]
- Guidantonio Arcimboldi (1428-1497), anche senatore e presidente del Senato stesso[5]
- Ottaviano Arcimboldi (...-1497), eletto arcivescovo, morì prima di essere consacrato[6]
- Giovannangelo Arcimboldi (1485-1555), vescovo[7]

Oltre a fornire funzionari e consiglieri alla corte dei duchi di Milano, la famiglia Arcimboldi diede pure i natali a diversi artisti, tra cui Giuseppe Arcimboldi (1527-1593), detto l'Arcimboldo, figlio, a sua volta, di un altro pittore, Biagio.
- Gianangelo Arcimboldi (?-1622),[9] nel 1603 diviene Conte di Candia, nella Candia Lomellina, nel Piemonte
- Guido Antonio Archimboldi de Candia, con titolo di marchese (?- 1727)[2]

## Bicocca degli Arcimboldi
Celebre è la Bicocca degli Arcimboldi, residenza di campagna costruita intorno al 1450 dalla famiglia Arcimboldi nei pressi di Milano nell'attuale omonima località; successivamente arricchita di affreschi e decorazioni è ancora oggi conservata, e ha finito per dare il nome a quello che oggi è un quartiere di Milano completamente rinnovato dopo la chiusura degli stabilimenti che vi si trovavano, e l'apertura, tra l'altro, della università omonima. In memoria della famiglia che fu padrona di quei luoghi, il grande teatro che vi è stato costruito e che ha per diverso tempo ospitato le rappresentazioni della Scala durante i lavori di ristrutturazione della sua sede storica è stato chiamato Teatro degli Arcimboldi.

## Conti di Arcisate (1484)
- Niccolò Arcimboldi (m. 1513), I conte di Arcisate
- Francesco Arcimboldi (m. 1565), II conte di Arcisate
- Giovanni Battista Arcimboldi (?-?), III conte di Arcisate
- Muzio Arcimboldi (?-?), IV conte di Arcisate

Titolo elevato a marchesato.

## Marchesi di Arcisate (1647)
- Muzio Arcimboldi (?-?), I marchese di Arcisate
- Giovanni Battista Arcimboldi (m. 1723), II marchese di Arcisate

Titolo estinta.